# Ladislav Klíma

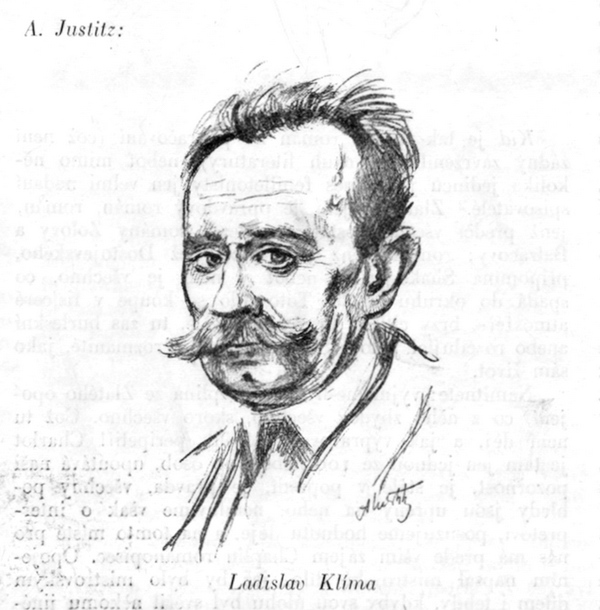
Ladislav Klíma na kresbě Alfréda Justitze

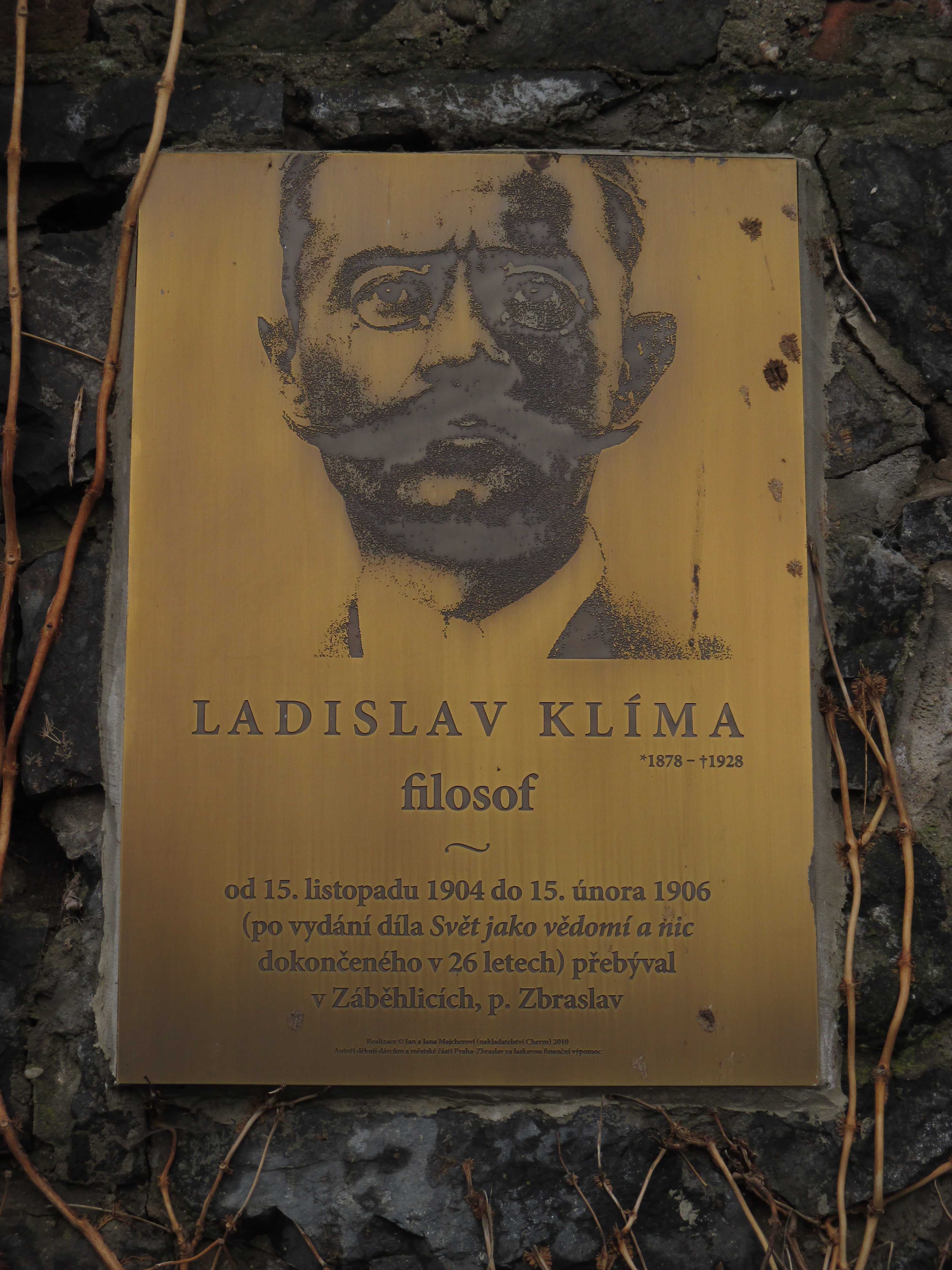
Mosazná pamětní deska Ladislava Klímy umístěná od roku 2010 na kamenné zdi u domu čp. 968 poblíž schodiště do lesoparku Belveder v ulici Na Plácku v Praze 5 Zbraslavi. Rozměr 70  ×  50 cm.
Text: „Ladislav Klíma *1878 †1928 filosof od 15. listopadu 1904 do 15. února 1906 (po vydání díla Svět jako vědomí a nic dokončeného v 26 letech) přebýval v Záběhlicích, p. Zbraslav“.
Desku navrhli Jan Majcher a Jana Majcherová.

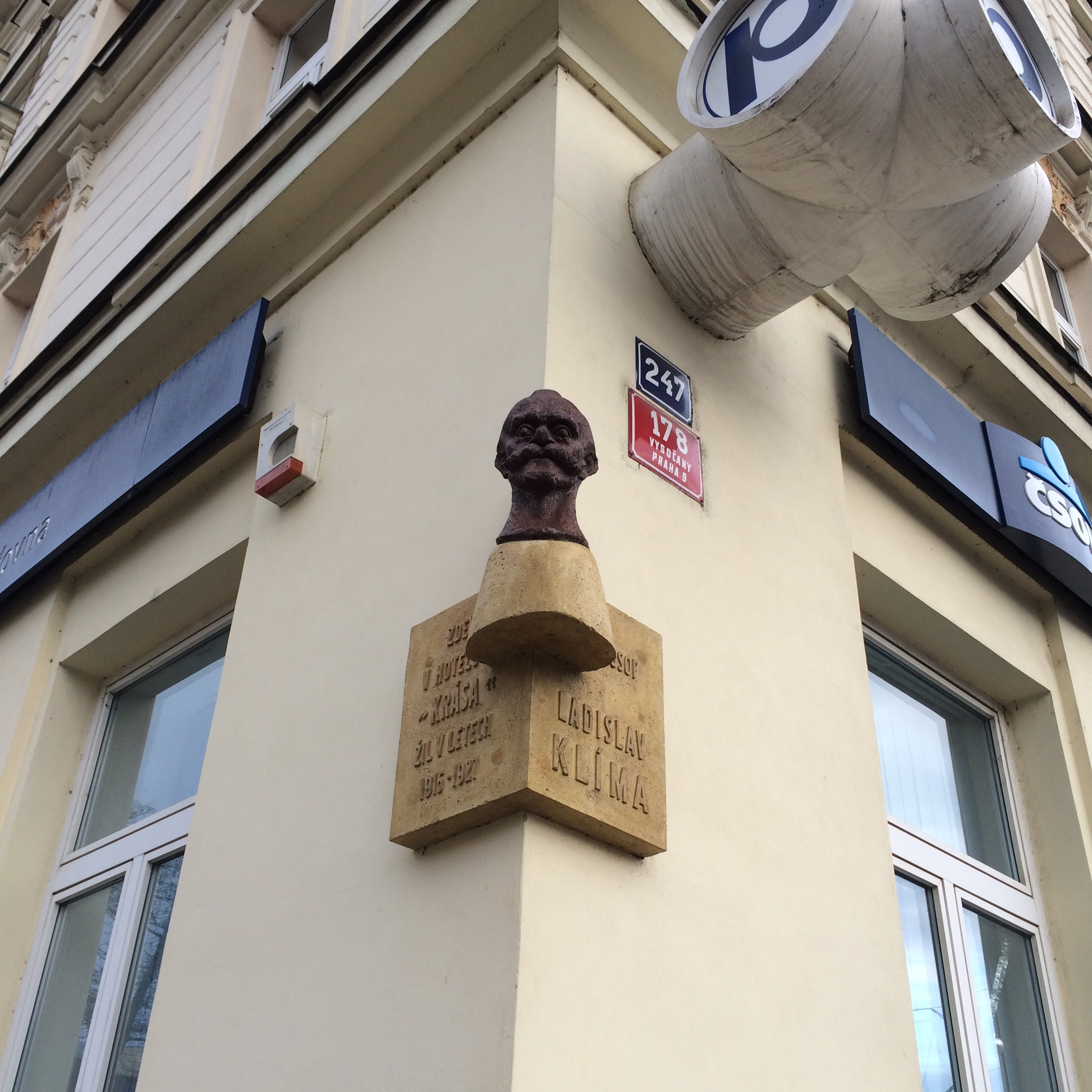
Plastika na domě v Sokolovské ulici ve Vysočanech připomínající, že zde v tehdejším hotelu mezi lety 1915 až 1927 žil český filosof a básník Ladislav Klíma.

Ladislav Klíma (22. srpna 1878, Domažlice – 19. dubna 1928, Praha) byl český prozaik, dramatik, básník a filosof.

## Osobní život
Narodil se v Domažlicích v rodině vyučeného mlynáře Josefa Klímy (-1909), který se však místo tohoto povolání živil jako úředník v advokátní kanceláři svého bratra a byl regionálním politikem, předsedou domažlického politického klubu a příznivcem T. G. Masaryka  a jeho manželky Josefy roz. Burešovy ) . Klíma, od mládí zaujatý filosofií, chodil až do roku 1895 na místní gymnázium, ale v lednu toho roku byl vyloučen za hanlivý výrok o habsburské monarchii („Ferdinand, panovník cizí, národu českému odlehlý, studený, zůstane u Čecha vlastence vždy nenáviděným, již proto, že prvním členem nynější panující dynastie na trůně českém.”) Přestoupil tedy na gymnázium do chorvatského Záhřebu, ale ani to nedokončil a roku 1904 odjel do Prahy, kde se usadil, vedl samotářský život a začal přispívat do časopisů, např. v letech 1919–21 do Tribuny a v roce 1925 do Práva lidu. Kritizoval pozitivismus a pohrdal univerzitním akademismem. Protože neměl občanské povolání, žil jednak z dědictví po příbuzných, jednak z drobných příspěvků od přátel, mezi něž patřil i básník Otokar Březina.

## Klímova filosofie
Jeho filosofie se zakládala na solipsismu a egodeismu (existuji jen já – snící Bůh) společně s voluntarismem (základem bytí je vůle) a ludibrionismem (se vším si hrát, všemu se smát). Ze světových filosofů byl ovlivněn zejména Georgem Berkeleym (subjektivní idealismus), Arthurem Schopenhauerem (pesimismus) a Friedrichem Nietzschem. Od promýšlení jejich myšlenek dospěl až k přesvědčení o absolutní bezcennosti logiky, což znamenalo absolutní primát osvobozeného subjektu, jenž se tak stává svrchovaným – všemohoucím božstvem. Toto božstvo není určováno žádnou pravdou, ale naopak samo určuje, co je a co není pravda. Tímto božským subjektem se pak cítil být sám Klíma. Myslet Boha a být Bohem, to je nejvlastnější centrum Klímovy filosofie. Stav, kdy se vciťuje do pozice Boha pojmenovává egodeismus nebo deoesence (tj. bohobytnosti). Svět pak vypadá jako nevinná hříčka jeho absolutní vůle, odtud pramení tzv. ludibrionismus, neb je známo, že si hraje (ludit) i Boží Moudrost na zemském okrsku (srov. v Bibli: Přísloví 8,31). Někdy si Klíma dokazoval toto své Božství tím, že se uváděl do extatických stavů, v nichž prožíval pocit božské suverenity, jak píše Josef Zumr.
Klíma psal filosofické stati i beletrii; ta však zůstala až do jeho smrti ve formě rukopisů, které autor vesměs ani nezamýšlel nikdy publikovat – dokonce tvrdil, že jejich částmi průběžně zatápěl v kamnech apod. Pozůstalost zdědila jeho družka Kamila Lososová, která se (podle názoru zejména Eriky Abramsové velmi neobratně) pokusila uspořádat a alespoň částečně dopsat prozaické práce, dochované vesměs jen v torzech.
Kromě edic nakladatele Pohořelého z letech 1939–1948 a nedostupných bibliofilií tiskaře Picky se o Klímu nikdo systematicky nezajímal. Renesanci zájmu čtenářů bylo dovoleno vzbudit až Zumrovu výboru Vteřiny věčnosti (1967). Dalších dvacet let se pak objevovala četná samizdatová a polosamizdatová vydání, vycházející hlavně z původní produkce Davida Součka, který pozůstalost po Lososové koupil a postupně v samizdatových strojopisech editoval. Z těchto samizdatů textově vycházela i raně popřevratová vydání Pražské imaginace a Lege artis. Důstojných sebraných spisů v kritickém vydání se Klíma dočkal až koncem 90. let v nakladatelství Torst přepečlivou redakcí francouzské bohemistky Eriky Abramsové (do roku 2017 vyšly čtyři svazky z plánovaných šesti).
Protože ve svém díle často používal hororové prvky zombií, strašidel a přízraků, je řada jeho knih řazena do literatury science fiction.
Klíma byl opravdu nekonvenční postavou, a to nejen svými názory, ale i způsobem života. Podle svých slov jednou snědl zakousnutou myš, kterou sebral kočce. Chronický alkoholismus, se kterým poslední roky života bojoval (nakonec úspěšně), silný nikotinismus a především dlouhá léta hladu a živoření na okraji společnosti se podepsaly na vzniku tuberkulózy, na niž ve 49 letech zemřel. Pohřben byl v Praze na Malvazinkách.

## Interpretace Klímy
Interpretovat jeho životní postoje je velmi obtížné. Klíma se jeví jakoby rozdvojen. Jedni ho kritizovali, že jeho filosofie je blasfemická a amorální (Vasil Kaprálek Škrach), Otokar Březina v něm viděl silného myslitele a beletristu. F. X. Šalda ho považoval za filosofa básníka a nejvolnější filosofickou osobnost, již jsme dosud měli. Josef Zumr to sumarizoval výrokem, že Klíma je variantou extrémního subjektivisty. Vrcholem jeho hodnocení je vyjádření prof. Zdeňka Neubauera, který napsal:
| „                                                                       | Ladislav Klíma je jedním z největších zjevů dějin myšlení, že jeho dílo je velkou filozofií v nejsilnějším, nejvzácnějším slova smyslu, splňující nejvyšší nároky na podstatné a pravdivé myšlení. Neváhám Klímu označit za apoštola - svědka a hlasatele - vzkříšeného Boha z vlastních sil. | “ |
| — Zdeněk Neubauer, Slavnost-hra-subjektivita (In:Studie 92/1984, s. 147 | |   |

| „                    | Rozhodnout se z fleku, jestli je Klíma filozof, nebo básník, je těžký. Nebo není? Klíma se vejde do obou "oborů". Klíma dokáže uhranout i nasrat. | “ |
| — Vratislav Brabenec | |   |

## Dílo

### Sebrané spisy
Editorkou Klímových Sebraných spisů (vycházejících od r. 1996 v pražském nakladatelství TORST) je francouzská editorka a překladatelka Erika Abrams, nositelka čestného doktorátu Univerzity Karlovy.
- Sebrané spisy IV. – Velký roman; kritické vydání kompletního torza nejrozsáhlejšího beletristického díla; vyšlo 1996, 2018
- Sebrané spisy I. – Mea; veškerý dochovaný filosofický deník; vyšlo 2005
- Sebrané spisy II. – Hominibus; veškerá dochovaná korespondence; vyšlo 2006
- Sebrané spisy III. – Svět atd.; veškerá filosofická tvorba psaná pro dobové zveřejnění (knihy /Svět jako vědomí a nic, Traktáty a Diktáty, Vteřina a Věčnost/, články, studie, náčrty, rukopisy); vyšlo 2017
- Sebrané spisy V. – „Bel“letrie; všechny dochované prozaické práce (Český román; Skutečná událost, sběhnuvší se v Postmortalii; Der Gang der blinden Schlange zur Wahrheit; Utrpení knížete Sternenhocha, Slavná Nemesis; časopisecky vydané povídky; beletristické zlomky z pozůstalosti) s výjimkou Velkého romanu; vyšlo 2022
- Sebrané spisy VI. – Dramata; Matěj Poctivý, Matějovo vidění; tzv. „Drama o Diovi“, Lidská tragikomedie; Jednoaktovka; dramatické zlomky z pozůstalosti; překlady; varia; vyjde.

### Nejznámější díla
- Svět jako vědomí a nic, 1904 – filosofické dílo; existence světa je podle autora závislá na individuálním lidském Já, svět je to, co z něho Já chce mít
- Utrpení knížete Sternenhocha, 1928 – expresionistický román (někdy označovaný jako romaneto): příběh třiatřicetiletého německého šlechtice a jeho podstatně mladší ženy Helgy, kterou obdivuje i nenávidí zároveň a neobvyklost jejich vztahu podtrhuje groteskní nadsázka; v popisu života těchto dvou se autor nevyhýbá obscénnosti hraničící až s perverzitou; Helga svého muže všemožně ponižuje a dopouští se i zločinu, když zabije jejich dítě; psychicky týraný kníže ji nechává zemřít hladem a pronásledován výčitkami sám umírá. V roce 1973 napsal podle Utrpení knížete Sternenhocha skladatel Jiří Bulis symfonickou skladbu Ilustrace k méně známému románu. Románem se také volně inspiroval režisér Jan Němec ve svém filmu V žáru královské lásky z roku 1990 a scenárista Ivan Acher pro operu v Národním divadle (duben 2018).
- Slavná Nemesis a jiné příběhy, 1932 – delší novela a různá torza prezentovaná jako povídky, vyšlo posmrtně, v roce 1979 zhudebněno skupinou Plastic People of the Universe. Některé z povídek jsou řazeny do žánru sci-fi.[6]
- Velký roman, 1996 - nedokončený román o družině loupežníků, obsahuje rovněž filozofické pasáže.
- Bílá svině, kontroverzní povídka, jízlivá parodie na evangelia. Panna Maria (tj. ona Bílá svině) je zobrazena jako amorální a promiskuitní žena. Její syn Krucifix (tj. Ježíš Kristus) je sukničkář a zloděj, který spolu se svými učedníky krade a užívá si rozkoší. Když si chce vyzvednout lup, ukrytý v Getsemanské zahradě, je zatčen, odsouzen k smrti a po zásluze popraven.

### Dramata
- Matěj Poctivý: Fantastická lidová veselohra o třech dějstvích, 1922 – napsal jej společně s Arnoštem Dvořákem, v Národním divadle musela být kvůli protestům stažena brzy po premiéře
- Lidská tragikomedie, poprvé vydáno 1991 – filosofické drama, ve kterém se pět spolužáků setkává v den maturity, pak po třiceti a po pětapadesáti letech. Poprvé uvedeno v HaDivadle Brno (režie Arnošt Goldflam, premiéra 5. 5. 1991).

### Základní bibliografie
- Svět jako vědomí a nic, Praha 1904; 1990; 1991 – filosofický spis
- Traktáty a diktáty, 1922; Olomouc 1995 – filosofický spis
- Vteřina a věčnost, Praha 1927 – filosofický spis
- (s Arnoštem Dvořákem): Matěj Poctivý, Praha 1922 – divadelní hra

Posmrtná vydání (většinou torza, často upravená Kamilou Lososovou):
- Soud Boží, Praha 1928
- Utrpení knížete Sternenhocha, Praha 1928; 1990; 1999; Brno 1990
- Slavná Nemesis, Praha 1932, 1998, 2002 – soubor povídek
- Arkanum, 1934
- Vlastní životopis filosofa Ladislava Klímy, Praha 1938; Polička 1992
- Edgar a Eura, Praha 1938; Polička 1992
- Filosofické listy Ladislava Klímy (1916–19), Praha 1939
- Duchovní přátelství, Praha 1940
- List o illusionismu a Ivanu Karamazovu, Praha 1940
- Juvenilie, Praha 1941
- Boj o Vše, Praha 1942; Olomouc 1996
- Záznamy extatikovy, Praha 1943; Brno 1991
- Čtyři listy filosofa Ladislava Klímy, 1948
- Mezi skutečností a snem, Praha 1953; Bratislava 1991, řazeno mezi sci-fi, horor
- Vteřiny věčnosti, Praha 1967; 1989; 1990
- Cholupický den, Praha 1978
- Trvání po smrti, Praha 1983
- Viktorie, Praha 1986
- Jsem absolutní vůle, Praha 1987
- Dios, Praha 1990
- Husité a jiné prózy, Praha 1990
- Sus triumfans, Praha 1991
- Victoria aeterna, Praha 1991
- Lidská tragikomedie, Praha 1991; 1992; 2003
- Velký román I-III, Praha 1992
- Selen a jiné fragmenty z pozůstalosti, Praha 1992
- Měj odvahu k sobě, Praha 1993
- Český román, Praha 1993
- O Solovjevově etice, Praha 1993
- (s Franzem Böhlerem): Putování slepého hada za pravdou, první kapitola, Praha (1948); 1982;
- (s Franzem Böhlerem): Putování slepého hada za pravdou, kompletní torzo, Praha 2003
- Český román, vydání kompletního torza románu, Praha 2019